# Ice Hockey Australia

Logo der IHA

Ice Hockey Australia (kurz: IHA, früher: Australian Ice Hockey Federation) ist der nationale Eishockeyverband Australiens mit Sitz in Frankston City, Melbourne.
Die Organisation wurde 1908 gegründet und ist somit einer der ältesten Eishockeyverbände der Welt. Seit 1950 ist Ice Hockey Australia Mitglied der Internationalen Eishockey-Föderation IIHF. Dem Verband gehören neun regionale Verbände an, außerdem untersteht ihm die australische Eishockeynationalmannschaft, die seit 1960 an internationalen Turnieren teilnimmt. Zudem organisiert Ice Hockey Australia seit 2000 die Australian Ice Hockey League.